# مهرجان دبي العالمي للجاز

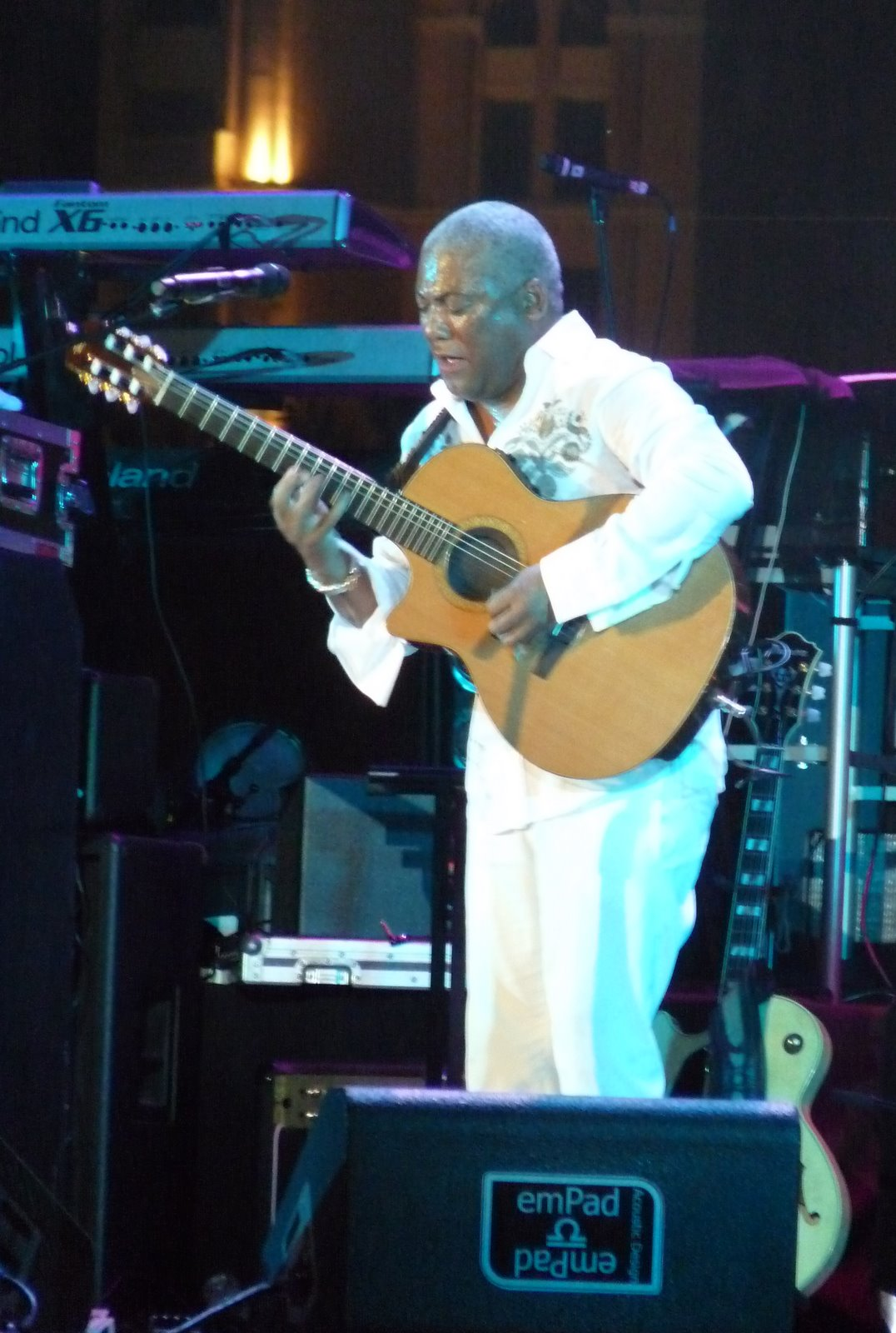
من مهرجان دبي العالمي للجاز

مهرجان دبي الدولي للجاز هو مهرجان موسيقي سنوي يقام في فبراير في دبي في الإمارات العربية المتحدة.

## 2011 مهرجان دبي الدولي للجاز
أقيم مهرجان دبي الدولي لموسيقى الجاز 2011 في الفترة ما بين 16 و 24 فبراير 2011 في مدينة دبي للإعلام وشارك فيه فنانون عالميون:
16 فبراير 2011 ميكا باريس، أليسون مويت، جول هولاند
17 فبراير 2011 ميندي أبير & بيتر وايت، مايسي جراي، لايفهواس.
18 فبراير 2011 جيسي جي، جوشوا رادين، تراين

## 2012 مهرجان دبي الدولي للجاز
أقيم مهرجان دبي الدولي للجاز 2012 في الفترة ما بين 16 و24 فبراير 2012 في فستيفال بارك في دبي فستيفال سيتي. بمشاركة فناني الأداء التاليين:
16 فبراير 2012 مايكل روتش ، Acoustic Alchemy ، جيمس بلانت
17 فبراير 2012 جيمي توماس وسامانثا أنطوانيت وجوناثان بتلر وجولز هولاند وأوركسترا إيقاع آند بلوز ، ميزوتونو
23 فبراير 2012 ساندي ثوم ، سبيرو جيرا، جايسون مراز
24 فبراير 2012 اللصوص القذرون ، بريت دينين، جيمس موريسون

## 2016 مهرجان دبي الدولي للجاز
أقيم مهرجان دبي الدولي للجاز 2016 في الفترة ما بين 24 و 26 فبراير في فستيفال بارك في دبي فستيفال سيتي. بمشاركة فناني الأداء التاليين:
24 فبراير 2016 صندوق الموسيقى ما بعد الحداثة لسكوت برادلي، جيمس
25 فبراير 2016 ديفيد جراي، توتو، كريس بوتي وستينج
26 فبراير 2016 لا بومبا دي تيمبو ، سانتانا 

## روابط خارجية
- مهرجان دبي الدولي للجاز
- Real-Yellowpage.com - Chillout للإنتاج
- أكثر من 25000 شخص يحضرون مهرجان دبي الدولي للجاز. خبر صحفى. 19 مارس 2007
- خليج تايمز - المسائل الرمادية - 14 يناير 2008